# Parti pirate (Norvège)
Le Parti pirate (Piratpartiet en norvégien) est un parti politique norvégien fondé en 2012. Le parti milite pour une totale transparence de la part des personnalités politiques, du respect de la vie privée sur Internet. Il propose également d'améliorer la démocratie à travers une meilleure utilisation d'internet et du numérique.
Il est affilié au Parti pirate européen et au Parti pirate international.

## Historique
En juin 2012, lors d'une réunion publique à Trondheim, la course aux 5 000 signatures nécessaires à la création d'un parti politique est lancée. Le 16 décembre 2012, l'objectif est réussi et le parti voit officiellement le jour le lendemain. Il peut donc prendre part aux prochaines élections générales.

## Résultats électoraux
| Élection | Total des suffrages obtenus | %         | Nombre de sièges remportés | +/– |
| -------- | --------------------------- | --------- | -------------------------- | --- |
| 2013     | 9 869                       | 0,3 (#12) | 0 / 169                    |     |